# The Diplomats
The Diplomats (eigentlich: The Original Harlem Diplomats, auch „Dip Set“ oder „The Byrdgang“ genannt) sind eine US-amerikanische Hip-Hop-Crew, bestehend aus Cam’ron, Juelz Santana, Jim Jones, J.R. Writer, Hell Rell, 40. Cal, DukeDaGod, Jha Jha und Freekey Zekey.
Die Untergruppen Purple City (bestehend aus Un Kasa, Sheist Bub & Agallah) und neuerdings auch M.O.B. (Members Of the Byrdgang, bestehend aus Jim Jones, Mel Matrix, Max B.) und Stack Bundles gehören ebenfalls zu den Diplomats. Seit Mitte 2006 ist auch Katt Williams – auch bekannt unter dem Namen Money Mike – unter den Diplomats.

## Geschichte
The Diplomats stammen ursprünglich aus Harlem, New York, und sind für viele dort lebende Leute das Sprachrohr der Straße. Ihr ständig wechselnder und innovativer Slang ist das Markenzeichen der Gruppe. Die Gründungsmitglieder der Gruppe sind Dixi, G-Klapp und Cam’ron. Mittlerweile sind die Diplomats international und haben durch das Duo S.A.S. (Eurogang) und Dipskate-Mixtapes auch Rapper aus London und Deutschland in ihrer Crew.
Das Wort Crew ist eigentlich falsch, da die Diplomats sich selber nicht als Crew sehen, sondern, wie sie selbst sagen, als „Movement“ (Bewegung). Die Begründung ist, dass eine Crew auseinandergehen kann. (Jim Jones: „We’re like a movement! We don’t like to say crew no more because a crew tends to break up all the time. And we're not new either“.)

## Weitere Entwicklungen
Anfang 2006 war besonders der Rapper Cam’ron in die Nachrichten gekommen – er wurde auf dem Weg zu einem Konzert in seinem blauen Lamborghini angeschossen, konnte sich jedoch mit gebrochenem Arm noch ins Krankenhaus fahren. Musikalisch sind besonders Juelz Santana und J.R. Writer in Deutschland bekannt geworden; Santanas Aufnahme „Run it!“ mit Chris Brown hielt sich drei Wochen auf dem ersten Platz der amerikanischen Charts. Auch sein am 22. November 2005 in den USA erschienenes Album What the game's been missin’ stieg auf Anhieb auf dem 6. Platz der amerikanischen Charts ein.

## Dipset in Deutschland
Deutsche Rapper bedienten sich Mitte der 2000er-Jahre sehr gerne der „Dipset-Mentalität“. So wurden meist Instrumentals, aber zum Teil auch die Rap-Passagen komplett aus dem ursprünglichen Umfeld übernommen. Selbst die Kleidung mancher deutschen Rapper entsprach eins zu eins dem amerikanischen Vorbild. So wurden vorwiegend T-Shirts in Übergröße (5XL) und auffälligen Farben (neon-grün, pink, rosa und so weiter) mit dazu farblich abgestimmten Baseballcaps und Sneakers getragen. Auch Dipset-Ausrufe wie „Cheah“ und „Holla at your boy“ wurden frei ins Deutsche übersetzt.
Juelz Santana und Cam’ron steuerten einen Freestyle auf dem von Kool Savas erschienenen Mixtape Die John Bello Story (2005) bei. J.R. Writer ist auf dem Track Harter Brocken, der auf Bushidos Album Staatsfeind Nr. 1 (2005) erschienen ist. Außerdem ist er auf dem Gott sei Dank Remix von Samy Deluxe von dem Mixtape Big Baus of the Nauf vertreten. Durch die gemeinsame Verbindung zu DJ Desue konnte der Berliner Fler bereits Tracks mit Juelz Santana (Gangsta Mucke/Gangsta Muzik) machen. Auch Eko Fresh hatte eine Zusammenarbeit mit den Diplomats. Auf dem Mixtape Fick immer noch deine Story, sind Hell Rell, J.R. Writer und Katt Williams, auf dem Titeltrack zum Album, gemeinsam mit Eko Fresh und Summer Cem zu hören.
Der Ruhrpotter Rapper Franklin bringt seit 2008 regelmäßig Mixtapes raus welche stilistisch ebenfalls stark an die frühen Dipset Werke angelehnt sind. Der Heilbronner Rapper und Produzent Sandy Solo hatte 2010 auf seinem Album „Coming to America“ zwei Tracks mit den Dipset Rappern HELL RELL und Jr Writer!
„Diplomatic Situation“ mit HELL RELL
&
"Murder in the First" mit Jr Writer"

## Diskografie

### Alben
- 2003: Diplomatic Immunity
- 2004: Diplomatic Immunity 2
- 2005: More Than Music, Vol.1
- 2006: The Movement Moves On
- 2007: More Than Music, Vol. 2
- 2009: Dipset Mania 7
- 2010: Reunion (Mixtape)
- 2018: Diplomatic Ties

### Videoalben
- Taliban TV
- Paid in Full besser bekannt als Die Straßen Harlems
- Killa Season
- S.A.S. – Streets All Salute